# Плутонийдиникель
Плутонийдиникель — бинарное неорганическое соединение
плутония и никеля
с формулой Ni2Pu,
кристаллы.

## Получение
- Сплавление стехиометрических количеств чистых веществ:

{\displaystyle {\mathsf {Pu+2Ni\ {\xrightarrow {1210^{o}C}}\ Ni_{2}Pu}}}

## Физические свойства
Плутонийдиникель образует кристаллы
кубической сингонии,
пространственная группа F d3m,
параметры ячейки a = 0,7141 нм, Z = 8,
структура типа димедьмагния MgCu2
.
Соединение образуется по перитектической реакции при температуре 1210°С.

## Химические свойства
- Разлагается при нагревании:

{\displaystyle {\mathsf {3Ni_{2}Pu\ {\xrightarrow {>1210^{o}C}}\ 2Ni_{3}Pu+Pu}}}